# Az ABBA kiadatlan dalainak listája
Ez a lista az ABBA svéd könnyűzenei együttes által írt vagy felvett, de az együttes működése alatt (1972–1983) – különböző okok miatt – ki nem adott dalait sorolja fel. Később némelyiket (vagy az 1994-es „Thank You For The Music” válogatás „Abba Undeleted” számában egy részletet) kiadták, míg más részüket szólómunkák részeként jelentették meg.

## Björn & Benny, Agnetha & Frida korszak
- En hälsning till våra parkarrangörer (1972)

## ABBA korszak

### 1974
- Rikky Rock 'n' Roller
- Here Comes Rubie Jamie
- Baby

### 1975
- To Live with You
- Dancing Queen (korai verzió)
- I Do, I Do, I Do, I Do, I Do (korai verzió)

### 1976
- When I Kissed the Teacher (korai mix)
- Funky Feet
- National Song
- Monsieur, Monsieur
- Memory Lane

### 1977
- I Am an A
- Get on the Carousel
- Scaramouche
- Billy Boy

### 1978
- Free as a Bumble Bee
- Mountain Top/Dr. Claus Von Hamlet nos. 1, 2 and 3
- Summer Night City
- Just a Notion
- Crying Over You
- If It Wasn’t for the Nights"
- In the Arms of Rosalita
- Does Your Mother Know (korai mix)

### 1979
- Sång till Görel
- Lady Bird
- I'm Still Alive
- Rubber Ball Man
- Dream World

### 1980
- Burning My Bridges

### 1981
- Hovas vittne
- Tivedshambo
- When All Is Said and Done (demoverzió és mixvariációi)
- Nationalsång
- I Am a Musician
- Fanfare for Icehockey World Championships '81
- Two for the Price of One (korai demoverzió)
- Givin’ s Little Bit More
- An Angel's Passing Through My Room
- Another Morning Without You

### 1982
- Just Like That
- I Am the City